# Top Model. Zostań modelką
Top Model. Zostań modelką è  la versione polacca di America's Next Top Model, prodotto da Tyra Banks;lo show è presentato dalla modella Joanna Krupa; la seconda edizione ha visto tra le partecipanti una concorrente ermafrodita, Michalina Manios, mentre dalla quarta edizione è stata data possibilità di partecipazione anche a concorrenti uomini.

## Le stagioni
| Stagione | Data d'inizio     | Vincitrice            | Seconda classificata  | Altri concorrenti | Numero di concorrenti | Destinazione internazionale             |
| -------- | ----------------- | --------------------- | --------------------- | --- | --------------------- | --------------------------------------- |
| 1        | 8 settembre 2010  | Paulina Papierska     | Aleksandra Kuligowska | Zuzanna Walkowiak, Sonia Wesołowska, Paulina Pszech, Nicole Rosłoniec (ritirata), Pamela Jedziniak, Marta Szulawiak, Emilia Pietras, Magdalena Swat, Beata Szarłowska, Weronika Lewicka, Katarzyna Smolińska, Anna Piszczałka                    | 14                    | Milano                                  |
| 2        | 7 settembre 2011  | Olga Kaczyńska        | Anna Bałon            | Karolina Henning, Gabriela Pacholarz, Magdalena Roman, Natalia Piaskowska, Vera Suprunenko (squalificata), Viktoria Driuk, Dorota Trojanowska & Oliwia Downar-Dukowicz, Honorata Wojtkowska, Joanna Kudzbalska, Michalina Manios                 | 13                    | Parigi Mombasa                          |
| 3        | 6 marzo 2013      | Zuzanna Kołodziejczyk | Marcelina Leszczak    | Ksenia Chlebicka, Aleksandra Antas, Anna Piechowiak, Anna Koryto, Marta Zimlińska, Aleksandra Krysiak, Joanna Zaremska, Anna Cybulska, Justyna Pawlicka, Tamara Subbotko, Renata Kurczab, Klaudia Stryżewska                                     | 14                    | Mumbai Madera                           |
| 4        | 1º settembre 2014 | Osuenhe Ugonoh        | Michał Baryza         | Karolina Kaczyńska, Michał Kaszyński, Aleksandra Grzegorczyk, Adam Boguta, Mateusz Maga, Paulina Czumaczenko, Ewelina Pachucka, Aleksandra Żuraw, Michalina Strabel, Mateusz Jarzębiak, Marta Sędzicka                                           | 13                    | Lisbona Fuerteventura                   |
| 5        | 7 settembre 2015  | Radosław Pestka       | Karolina Pisarek      | Justyna Łopian, Jagoda Judzińska, Sebastian Zawiliński & Aleksandra Ławnik-Sadkowska, Michael Mikołajczuk, Natalia Gulkowska (ritirata), Kamila Ibrom & Andre Whyte, Samuel Kowalski, Magdalena Stępień-Kolesnikow & Karolina Gilon, Jakob Kosel | 14                    | Tel Aviv Ho Chi Minh                    |
| 6        | 6 settembre 2016  | Patryk Grudowicz      | Ewa Niespodziana      | Kamil Popławski, Zuzanna Matysiak, Mariusz Tomczak, Aleksandr Muzheiko & Aleksandra Żbinkowska, Mateusz Zapotocki, Kamila Warzecha, Mateusz Mil, Adam Niedźwiedź & Adrianna Daniel, Natalia Karabasz & Daniel Tracz, Daria Zhalina               | 15                    | Madrid                                  |
| 7        | 3 settembre 2018  | Katarzyna Szklarczyk  | Hubert Gromadzki      | Julia Frankowicz, Natalia Gorączka, Ange Sophie Reich & Franciszek Strąkowski, Żaklina Ta Dinh, Piotr Muszyński, Oliwia Zasada & Szymon Reich, Daria Dąbrowska, Magdalena Przybielska & Michał Borzuchowski, Anna Markowska                      | 14                    | Sölden Los Angeles Antananarivo Amburgo |